# Honey Cocaine
Honey Cocaine, vlastním jménem Sochitta Sal (* 22. října 1992) je kanadská umělkyně, rapperka a autorka písní.
Narodila se v Kambodži, ale vyrůstala v kanadském Torontu. Má šest sourozenců, všichni jsou mužského pohlaví. V její rodině se mluvilo khmersky, anglicky se naučila díky sledování 106 & Park. Jeden z prvních rapperů, kterého slyšela, byl Tupac. Objevil ji Tyga, další rapper, díky videu, které nahrála na YouTube a ve kterém dělá freestyle rap. Doposud[kdy?] nahrála tři desky: 90's Gold s datem 9. července 2012, Fuck yo Feelings z 9. září 2012 a Thug Love z 31. března 2013.